# Lareski
Lareski (ou Lariski) est un village du Cameroun situé dans la Région de l'Extrême-Nord et le département du Logone-et-Chari, à la frontière avec le Nigeria. Il fait partie de la ville de Waza. 

## Population
Lors du recensement de 2005, la localité comptait 1 394 habitants.